# Zedau
Zedau ist ein Ortsteil der Hansestadt Osterburg (Altmark) im Landkreis Stendal im Norden des Landes Sachsen-Anhalt.

## Geographie
Zedeau, ein gebogenes Straßendorf mit Kirche, liegt zwei Kilometer westlich von Osterburg am Rande Landschaftsschutzgebiets Ostrand der Arendseer Hochfläche in der Altmark. Die Biese fließt nördlich des Dorfes in östliche Richtung.
Nachbarorte sind Schliecksdorf im Westen, Krevese im Nordwesten, Krumke im Norden, die Stadt Osterburg im Osten, die Stadtrandsiedlung im Südosten und Billerbeck im Südwesten.

## Geschichte

### Mittelalter bis Neuzeit
Die erste Erwähnung des Dorfes Zedau als Zcedow stammt aus dem Landbuch der Mark Brandenburg im Jahre 1375. Das Dorf umfasste 14 Hufen und gehörte der Kirche in Osterburg. Im Jahre 1488 wurden to Zedow 31 Pferde von Vasallen aus Mecklenburg gestohlen. Weitere Nennungen sind 1581 Zedow, 1687 Zedow sowie 1804 das Dorf Zedau oder Zedow.

### Landwirtschaft
Bei der Bodenreform wurden 1945 ermittelt: 24 Besitzungen unter 100 Hektar hatten zusammen 392 Hektar, zwei Kirchenbesitzungen hatten zusammen 10 Hektar, eine Gemeindebesitzung 0,6 Hektar. Erst im Jahr 1958 entstand die erste Landwirtschaftliche Produktionsgenossenschaft vom Typ III, die LPG „Völkerfreundschaft“. Unter erheblichem politischem Druck gründeten die verbliebenen Einzelbauern 1960 die LPG vom Typ I „Vorwärts“. Später schlossen sich mehrere Genossenschaften zu Kooperationen zusammen. In den Jahren 1968 bis 1972 entstand in Zedau eine Zwischengenossenschaftliche Einrichtung, die ZGE „20. Jahrestag“ Mastschwein, Fleischschwein. Eine Mastanlage für 5.000 Schweine wurde errichtet. 1975 wurde sie durch einen Zusammenschluss ein Standort der ZGE Schweinehaltung Ballerstedt und Rossau. Zusammen wurden etwa 25.000 Schweine gehalten.

### Herkunft des Ortsnamens
Der ältesten Namensformen Zcedow und Zedow sind slawischen Ursprungs und könnten für siti zu deutsch Binse stehen.

### Vorgeschichte
In den Jahren 1969 bis 1973 fand eine Grabungsexpedition der Akademie der Wissenschaften der DDR unter Leitung von Fritz Horst in Zedau statt. Dabei wurde eine Siedlungsfläche der jüngeren Bronzezeit von 3,5 Hektar untersucht und 3112 Grubenbefunde dokumentiert und dabei 117 Feuerstellen ausgegraben. Die 1985 veröffentlichten Ergebnisse zum Kultfeuerplatz von Zedau gelten heute teilweise als umstritten, da ein Teil der Befunde als Spuren eingrabener Pfosten interpretiert wurde.

### Eingemeindungen
Zedau gehörte bis 1807 zum Stendalschen Kreis, danach bis 1813 zum Stadtkanton Osterburg im Königreich Westphalen, ab 1816 kam es in den Kreis Osterburg, den späteren Landkreis Osterburg in der preußischen Provinz Sachsen.
Am 25. Juli 1952 wurde die Gemeinde Zedau in den Kreis Osterburg umgegliedert. Am 11. Dezember 1968 wurde die Gemeinde Zedau in die Gemeinde Krumke eingemeindet. Mit der Eingemeindung von Krumke in die Stadt Osterburg (Altmark) am 1. Februar 1974 kam auch der Ortsteil Zedau zusammen mit Billerbeck zu Osterburg.

### Einwohnerentwicklung
| Jahr | Einwohner |
| ---- | --------- |
| 1734 | 151       |
| 1772 | 133       |
| 1790 | 127       |
| 1798 | 140       |
| 1801 | 163       |
| 1818 | 118       |
| 1840 | 159       |

| Jahr | Einwohner |
| ---- | --------- |
| 1864 | 195       |
| 1871 | 135       |
| 1885 | 158       |
| 1892 | [00]166   |
| 1895 | 139       |
| 1900 | [00]157   |
| 1905 | 132       |

| Jahr | Einwohner |
| ---- | --------- |
| 1910 | [00]139   |
| 1925 | 156       |
| 1939 | 124       |
| 1946 | 211       |
| 2011 | [00]093   |
| 2012 | [00]089   |
| 2018 | [00]094   |

| Jahr | Einwohner |
| ---- | --------- |
| 2019 | [00]95    |
| 2020 | [00]85    |
| 2021 | [00]89    |
| 2022 | [0]75     |
| 2023 | [0]78     |

Quelle, wenn nicht angegeben, bis 1946:

## Religion
Die evangelische Kirchengemeinde Zedau, die früher zur Pfarrei Osterburg gehörte, ist seit 2007 Teil des Kirchspiels Osterburg und wird betreut vom Pfarrbereich Osterburg im Kirchenkreis Stendal im Bischofssprengel Magdeburg der Evangelischen Kirche in Mitteldeutschland.
Die ältesten überlieferten Kirchenbücher für Zedau stammen aus dem Jahre 1688.
Die katholischen Christen gehören zur Pfarrei St. Anna in Stendal im Dekanat Stendal im Bistum Magdeburg.

## Kultur und Sehenswürdigkeiten
- Die evangelische Dorfkirche Zedau ist ein einschiffiger Feldsteinbau. Die letzte Wiederherstellung im Jahre 1887 hat das Bauwerk so stark verändert, dass seine Entstehungszeit nicht mehr genau bestimmt werden kann.[22][9]
- Der Ortsfriedhof ist auf dem Kirchhof.
- Mehrere Bauernhäuser, ein Bauernhof und ein Wegweiser im Dorf stehen unter Denkmalschutz.
- Im Ort gibt es ein Dorfgemeinschaftshaus und eine Feuerwehr.[23]

### Wirtschaft
Die Agrargenossenschaft Ballerstedt e. G. betreibt eine Schweinemastanlage in Zedau.